# Канополис (Канзас)
Канополис (енгл. Kanopolis) град је у америчкој савезној држави Канзас.

## Демографија
По попису из 2010. године број становника је 492, што је 51 (-9,4%) становника мање него 2000. године.
| Група             | 2000.       | 2010.       |
| Белци             | 464 (85,5%) | 422 (85,8%) |
| Афроамериканци    | 2 (0,4%)    | 0 (0,0%)    |
| Азијати           | 1 (0,2%)    | 0 (0,0%)    |
| Хиспаноамериканци | 69 (12,7%)  | 51 (10,4%)  |
| Укупно            | 543         | 492         |